# Society Hill (South Carolina)
Society Hill is een plaats (town) in de Amerikaanse staat South Carolina, en valt bestuurlijk gezien onder Darlington County.

## Demografie
Bij de volkstelling in 2000 werd het aantal inwoners vastgesteld op 700.
In 2006 is het aantal inwoners door het United States Census Bureau geschat op 697, een daling van 3 (-0,4%).

## Geografie
Volgens het United States Census Bureau beslaat de plaats een oppervlakte van
5,7 km², geheel bestaande uit land. Society Hill ligt op ongeveer 20 m boven zeeniveau.

## Plaatsen in de nabije omgeving
De onderstaande figuur toont nabijgelegen plaatsen in een straal van 24 km rond Society Hill.